# Крістьяун Йоунссон
Кристіан Йоунссон (ісл. Kristján Jónsson; 4 березня 1852 — 2 липня 1926) — ісландський державний і політичний діяч, прем'єр-міністр країни від березня 1911 до липня 1912 року, член альтингу у 1893—1905 та 1908—1913 роках.